# Sierra La Madera
Sierra La Madera är en bergskedja i Mexiko.   Den ligger i delstaten Coahuila, i den centrala delen av landet, 900 km norr om huvudstaden Mexico City.